# Григорій Куроп'ятников (прикордонний корабель)
«Григо́рій Куроп'я́тников» (BG50) — прикордонний сторожовий корабель проєкту 1241.2 (шифр «Молнія-2», англ. Pauk-I class corvette  за класифікацією НАТО), корабель морської охорони 2-го рангу Державної прикордонної служби України.

## Особливості проєкту
Проєкт 1241.2 — серія малих протичовнових кораблів, які будувалися в СРСР для військово-морського флоту і морських частин прикордонних військ КДБ у вісімдесятих роках XX століття.
Прикордонний варіант корабля практично повторює протичовновий варіант корабля 1241.2 проєкту. Створений на базі розробленого в 1973 році ЦКБ «Алмаз» проєкту ракетного катера 1241 відрізняється від нього озброєнням (відсутність ударного комплексу, замість нього посилене протичовнове озброєння), більш економічною енергетикою (замість газотурбінної енергетичної установки застосована економічніша дизельна). Фактично, проєкти 1241.1 і 1241.2 виявилися різними типами кораблів.
Всього в 1976—1987 роках було побудовано 29 кораблів проєкту 1241.2, у тому числі для ВМФ — 9 одиниць, решта — для морчастин прикордонних військ.

## Історія корабля
Прикордонний сторожовий корабель заводський номер 510 був закладений на стапелі Ярославського суднобудівного заводу 20 жовтня 1982 року. Кораблю, що будувався, було присвоєно почесну назву «Григорій Куроп'ятников» на честь героя-прикордонника, Героя Радянського Союзу старшини 1 статті Григорія Олександровича Куроп'ятникова. 10 грудня 1983 року ПСКР «Григорій Куроп'ятников» зарахований в списки морських частин прикордонних військ. Спущений на воду 18 січня 1984 року і навесні того ж року здійснив перехід внутрішніми водними шляхами спочатку в Азовське море, а звідти в Чорне для проходження здавальних випробувань.
30 вересня 1984 року ПСКР «Григорій Куроп'ятников» включений в бойовий склад Балаклавської окремої бригади прикордонних сторожових кораблів Червонопрапорного Західного прикордонного округу. Він став першим кораблем проєкту 1242.2 у бригаді. Перший бортовий номер — 045 (потім до 1999 року — 012). 4 листопада 1984 року на кораблі був піднятий військово-морський прапор морських частин прикордонних військ КДБ СРСР. Цей день прийнято вважати днем народження корабля.
Першим командиром корабля був капітан 2 рангу Кожевников Павло Апполонович. Корабель брав участь в охороні державного кордону, економічної зони СРСР і рибальських промислів біля кримського узбережжя в північній частині Чорного моря.

### Після відновлення незалежності
12 січня 1992 року екіпаж корабля разом з усім особовим складом бригади склав присягу на вірність народу України, а на кораблі був піднятий державний прапор України.
2 вересня 1994 року корабель відвідав Президент України Леонід Кучма.
20 березня 1996 року ПСКР «Григорій Куроп'ятников» при несенні прикордонної служби затримав турецьку шхуну «Баба Юсуф» (тур. Baba Yusuf). Сума штрафу склала 335 тис. грн. Восени того ж року ПСКР «Григорій Куроп'ятников» разом з ПСКР «Полтава» вперше в історії Морської охорони ДПС України здійснили візит в порт Поті (Грузія) за програмою міжнародного прикордонного співробітництва.
15 січня 1998 кораблем «Григорій Куроп'ятников» у взаємодії з ПСКР «Григорій Гнатенко» у виключній (морській) економічній зоні України була виявлена група турецьких браконьєрських суден. При підході прикордонних кораблів шхуни, ігноруючи вимоги про зупинку і небезпечно маневруючи, здійснили спробу втечі. Шхуна «Тарен Каптен» (тур. Taren Kapten) при спробі висадити на неї оглядову групу з «Куроп'ятникова» протаранила борт прикордонного корабля. Однак при цьому турецьке судно само не витримало навалу — перекинулося і затонуло. На борт сторожовика були підняті члени команди і капітан, дві людини з числа екіпажу шхуни при перекиданні судна загинули.
У 2000 році корабель був перекласифікований у корабель морської охорони (КРМО) і отримав бортовий номер BG50. 21 березня 2000 року в ході операції «Калкан» по запобіганню браконьєрського промислу в акваторії північної частини Чорного моря КРМО «Григорій Куроп'ятников» першим в історії незалежної України застосував зброю на ураження по порушнику морського кордону країни шхуні «Емір Ахмед» (тур. Emir Achmad).
Здійснюючи спільну з Одеським загоном прикордонних кораблів операцію з затримання і видворення з української економзони групи турецьких шхун, кораблі морської охорони «Григорій Куроп'ятников» і «Миколаїв» Севастопольського загону прикордонних кораблів о 8:00 22 березня наздогнали одну з шхун «Кеміл Рейс» (тур. Cemil Reis), яка йшла під українським прапором, і наказали їй зупинитися. Турки відразу лягли в дрейф. Командир «Григорія Куроп'ятникова» наказав «Миколаєву» здійснити огляд затриманої шхуни, а сам почав переслідування другої, яка знаходилася у 15 милях від першої. Судно, на гафелі якого було піднято державний прапор Росії, ігнорувало вимоги прикордонників застопорити хід і намагалося втекти за межі територіальних вод України. Командир корабля капітан 2 рангу Олег Межевий так описував хід подій:
|                              | Треба віддати належне турецькому капітану — він зробив усе можливе, щоб відірватися від погоні. Турок маневрував, розвертався практично «на п'ятачку», заходив проти сонця, ні на які сигнали не реагував. Ми викидали міжнародні сигнали «L» (вимагаю зупинитися) і «SN» (буду стріляти), вивішували плакат з написами на турецькій і англійській мовах з вимогою лягти в дрейф, випустили три черги в повітря з шестиствольної кормової артустановки — її скорострільність 6000 пострілів за хвилину, а звук такий, що не почути неможливо. Кричали туркам в мегафон російською, англійською та турецькою мовами, потім стали стріляти над судном з автомата трасувальними кулями. В цей час турецька шхуна заходила мало не в лоб — так, що доводилося ухилятися, щоб її не розчавити. Дійшла черга і до ракетниці. Ми зробили 70 пострілів, але на браконьєрів це не подіяло. Турки були впевнені, що ми не станемо стріляти на поразку і їм вдасться піти в свої води... |
| — Газета «Факти». 05.04.2000 | |

Переслідування тривало півтори години. Коли всі розумні доводи були вичерпані, стало зрозуміло, що без стрільби на ураження не обійтися. З носової 76-мм гармати було здійснено три постріли практичними снарядами. Перший снаряд зніс кран-балку, другий наскрізь прошив корпус шхуни нижче ватерлінії, а третій влучив у машинне відділення. Шхуна відразу ж втратила хід і зупинилася. У внутрішні приміщення шхуни почала надходити вода, і через 20 хвилин судно затонуло. Усі 16 членів команди шхуни були підняті на борт українського прикордонного корабля. Оглядовою групою в трюмі шхуни було знайдено понад 5 тонн камбали-калкана. За сміливі та рішучі дії, проявлену ініціативу, високу професійну майстерність командир корабля капітан 2 рангу Олег Межевий був нагороджений орденом «За мужність» III ступеня, а капітан-лейтенант В. Батіль і мічман О. Леплявенко — відзнаками Держкомкордону України «За мужність в охороні державного кордону України». На борту затриманої шхуни «Кеміл Рейс» прикордонники виявили 17 кілометрів сіток і 430 камбал загальною вагою 1250 кілограмів.
Після заводського ремонту, який тривав з 2005 по 2007 рік, корабель знову у бойовому складі. У першій половині 2007 року ним була затримана ще одна браконьєрська шхуна, а 25 грудня того ж року корабель спільно з КРМО «Одеса» в північно-західній частині Чорного моря брав участь у затриманні за браконьєрський промисел турецької риболовецької шхуни «Онісен» (тур. Oynasın).
Усього за час перебування в експлуатації кораблем було затримано близько 20 іноземних шхун-порушників (на кінець 2010 року). Корабель морської охорони «Григорій Куроп'ятников» неодноразово в районі південного узбережжя Криму вирішував завдання по забезпеченню самітів і міжнародних зустрічей Президента України.

### Після 2014 року
Восени 2015 року корабель пройшов ремонт на Миколаївському судноремонтному заводі, а вже в грудні повернувся до Одеси. Корабель був відремонтований, на ньому замінили деталі обшивки, пофарбували, а також провели роботи з технічними вузлами завдяки чому мала збільшитись швидкість і маневрені характеристики. На корабель встановили нову радіолокаційну систему, яка працює в міжнародному стандарті. РЛС оснащена GPS-навігацією, а також відображає надводну ситуацію в радіусі 35 морських миль і підводну — в радіусі 2-х кілометрів. Остання функція дозволяє помітити навіть такі невеликі об'єкти, як водолаз".
6 червня 2019 року корабель зайшов для проходження ремонту на ТОВ «ЮСК Сервис», піднятий на стапельну плиту для докового ремонту. У ході підготовчих робіт виконано ультразвукову діагностику товщин зовнішньої обшивки корпусу. Надалі буде виконано ремонт сталевого корпусу та надбудови з алюмінієвого сплаву. Згідно ремонтної відомості будуть виконані такі роботи: очищення, дефектація, ремонт та фарбування зовнішньої обшивки та редану, ремонт надбудови, заміна протекторів, ремонт дейдвудної системи та гребних валів, гвинто-стернової системи, якірно-швартового пристрою, донно-забортної арматури, системи головного двигуна, паливної системи, трубопроводів та цистерн, протипожежної системи, системи кондиціювання та вентиляції, фанової системи та інше.
20 серпня 2019 року завершено докову частину ремонту та корабель спущено на воду.
Відомо, що було відремонтовано 30-мм артилерійську установку АК-630 та універсальну корабельну артилерійську установку — 76-мм АК-176.
В травні 2021 року провів спільні маневри з кораблем берегової охорони США USCGC Hamilton (WMSL-753). За планом спільних навчань кораблі прикордонних відомств США та України на переході морем відпрацьовували злагодженість дій у міжнародній тактичній групі. При цьому дії партнерів пильно відстежували та супроводжували своєю присутністю кораблі РФ:
Кораблі країни-агресорки то оголошували вигадані координати закритих районів, вимагаючи залишити їх, то небезпечно маневрували і намагалися штучно звузити зону маневру для українського й американського кораблів. Не відповідали на виклики на зв’язок по каналах міжнародної морської безпеки. Зухвале порушення норм міжнародного морського права ретельно зафіксовано і задокументовано українськими прикордонниками

## Командування
- капітан II рангу Кузін Петро[14]